# Amphianthus sanctaehelenae
Amphianthus sanctaehelenae är en havsanemonart som beskrevs av Oscar Henrik Carlgren 1941. Amphianthus sanctaehelenae ingår i släktet Amphianthus och familjen Hormathiidae. Inga underarter finns listade i Catalogue of Life.